# Breslauische Sammlungen

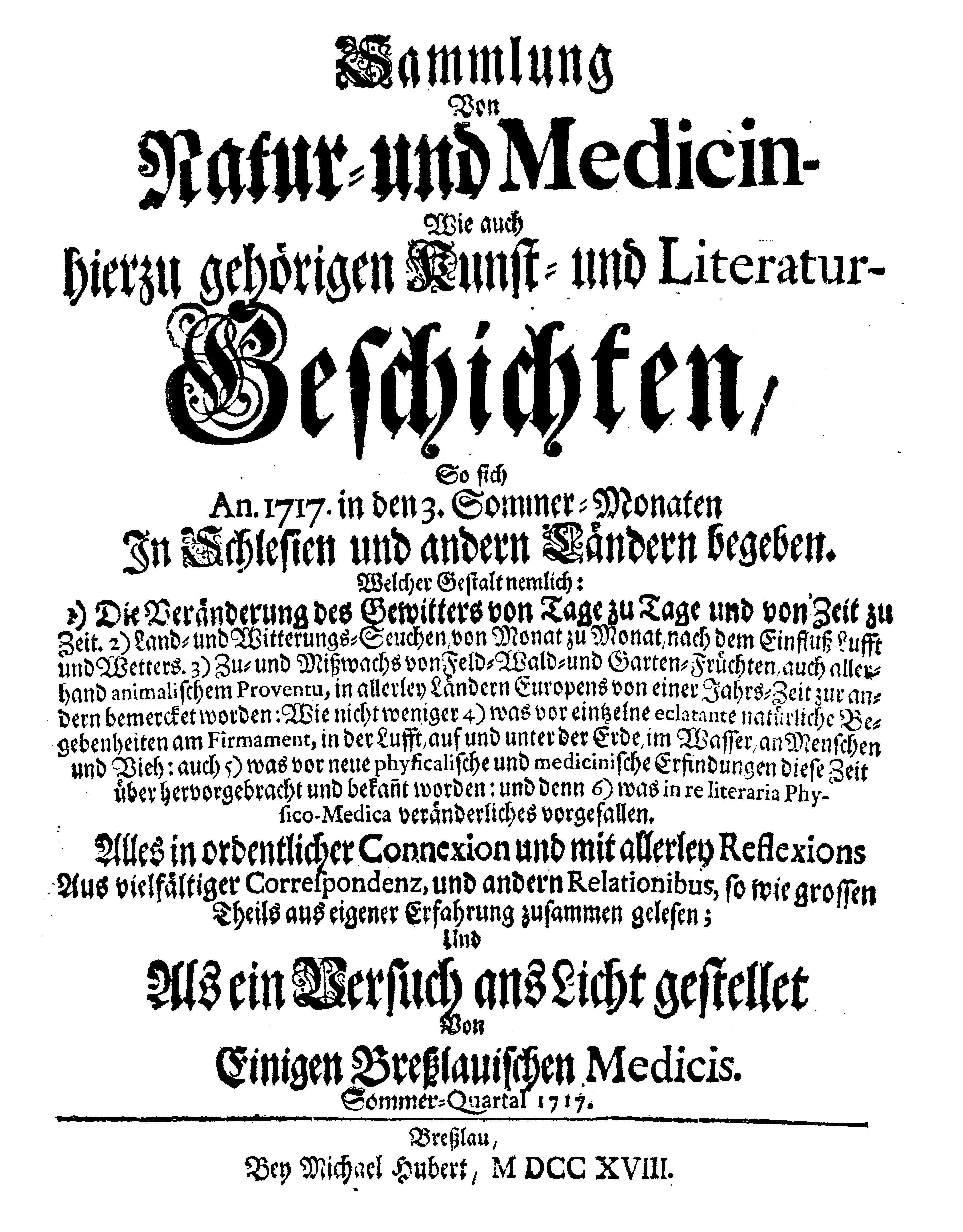
Titelseite der ersten Nummer (1718)

Breslauische Sammlungen ist der Kurztitel der wichtigsten deutschsprachigen naturwissenschaftlichen Zeitschrift des frühen 18. Jahrhunderts. Der Langtitel lautet:
Sammlung| Von| Natur- und Medicin-|Wie auch| hierzu gehörigen Kunst- und Literatur-|Geschichten,| So sich| An. 1717 in den 3 Sommer-Monaten| In Schlesien und andern Ländern begeben.| Welcher Gestalt nemlich:| 1) Die Veränderung des Gewitters von Tage zu Tage und von Zeit zu| Zeit. 2) Land- und Witterungs-Seuchen, von Monat zu Monat, nach dem Einfluss Lufft| und Wetters. 3) Zu- und Mißwachs von Feld-Wald- und Garten-Früchten, auch aller-|hand animalischem Proventu, in allerley Ländern Europens von einer Jahrs-Zeit zur an-|dern bemerckt worden: Wie nicht weniger 4) was vor eintzelne eclatante natürliche Be-|gebenheiten am Firmament, in der Lufft, auf und unter der Erde, im Wasser, an Menschen| und Vieh: auch 5) was vor neue physikalische und medicinische Erfindungen diese Zeit| über hervorgebracht und bekannt worden: und denn 6) was in re literaria Phy-|sico-Medica veränderliches vorgefallen.| Alles in ordentlicher Connexion und mit allerley Reflexions| Aus vielfältiger Correspondenz, und andern Relationibus, so wie grossen| Theils aus eigener Erfahrung zusammen gelesen;| Und| Als ein Versuch ans Licht gestellet| Von| Einigen Breßlauischen Medicis.| Sommer-Quartal 1717.| [Linie]| Breßlau,| Bey Michael Hubert, M DCC XVIII.
Der Titel ist heute nicht mehr auf Anhieb verständlich: "Geschichten" ist mit Berichte zu übersetzen, "Kunst" mit menschlichen Erfindungen und neuesten technischen Apparaturen, "Literatur" mit Wissenschaft. Das Journal bietet neueste Berichte von Ereignissen aus den Bereichen Natur und Medizin und wirft dabei einen besonderen Blick auf neueste technische Erfindungen und Publikationen.
Einige Pflanzenbeschreibungen stammen vom Regensburger Apotheker Johann Wilhelm Weinmann.
Tatsächlich ist das Unternehmen damit befasst, Beobachtungen von Naturereignissen zusammenzutragen – insbesondere klimatischen Veränderungen – und diese aufeinander, insbesondere aber auf das Aufkommen von Krankheiten zu beziehen. Interessante Artikel der ersten Ausgaben befassen sich etwa mit der sanitären Infrastruktur von Paris.

## Erscheinen und Verantwortliche
Die erste Ausgabe der Sammlungen erschien für den Berichtszeitraum 1717 im Jahr 1718, die letzte, Nr. 38 für den Berichtszeitraum 1726 im Jahr 1730. Verantwortliche waren Johann Georg Brunschwitz, Andreas Elias Büchner, Johann Kanold, Johann Christian Kundmann und Heinrich Winckler. Der Verleger waren von 1718 bis 1720 Hubert in Breslau und von 1721 bis 1729 Richter in Leipzig und Budißin, i. e. Bautzen. Die Zeitschrift wurde nach 1730 in neuem Verlag fortgeführt unter dem Titel: Miscellanea physico-medico-mathematica: oder angenehme, curieuse und nützliche Nachrichten von Physical- u. Medicinischen, auch dahin gehörigen Kunst- und Literatur-Geschichten, welche in Teutschland und andern Reichen sich zugetragen haben oder bekannt worden sind (Erfurt: Jungnicol, [1727] 1731 - [1730] 1734).